# Casa da Guiné

Bandera de la Companyia de Guinea

Casa da Guiné fou la designació donada, en el context dels descobriments portuguesos, als magatzems reials portuguesos de la segona meitat del segle xv.

## Història
Localitzada originalment a Lagos, després de la mort de l'infante Enric el Navegant (1460), fou transferida per Alfons V de Portugal a la ciutat de Lisboa en 1463.
Era en els seus magatzems on els operaris reials (supervisors, ferrers, escrivans, etc.) descarregaven, inscrivien i controlaven els productes ultramarins que eren monopoli de la Corona, cobrant els respectius impostos. Només després d'aquestes operacions els productes podien ser transportats per a la factoria d'Anvers, a Flandes, d'on eren col·locats als mercats europeus.
Aquests magatzems van tenir diverses denominacions, segons el lloc d'origen dels productes: originalment "Casa da Guiné", posteriorment "Casa da Guiné e Mina" (1482-1483), "Casa da Índia e da Guiné" (1499). A partir de 1503, va passar a ser utilitzada la denominació de Casa da Índia per a referir-se'n.